# Palazzo Fagni-Da Diacceto
Palazzo Fagni o Cattani-Da Diacceto è un palazzo trecentesco di Firenze, situato in via de' Neri 33, accanto alla Loggia del Grano, con affaccio sulla via del Castello d'Altafronte.

## Storia e descrizione
Costruito nella prima metà del XIV secolo, nel periodo delle ristrutturazioni cittadine ad opera di Arnolfo di Cambio, è un tipico esempio della nuova tipologia abitativa che si andava diffondendo tra le ricche famiglie mercantili e che andò a sostituire le case-torri.
In origine fu proprietà dei Fagni (che avevano anche una torre contigua), quindi, dal 1469, dei Cattani da Diacceto: a questo ramo appartennero il letterato e filosofo Francesco di Zanobi e Jacopo di Francesco, decapitato nel 1522 per aver congiurato contro il cardinale Giulio de' Medici. Estintasi la famiglia a Roma nel 1708 la proprietà passò alla Compagnia di Santa Maria Maddalena e di San Francesco, che si radunava nei chiostri di Santa Croce.
L'edificio è stato rialzato di un piano, forse sempre nel XIX secolo.
Il palazzo appare nell'elenco redatto nel 1901 dalla Direzione Generale delle Antichità e Belle Arti, quale edificio monumentale da considerare patrimonio artistico nazionale.

## Descrizione

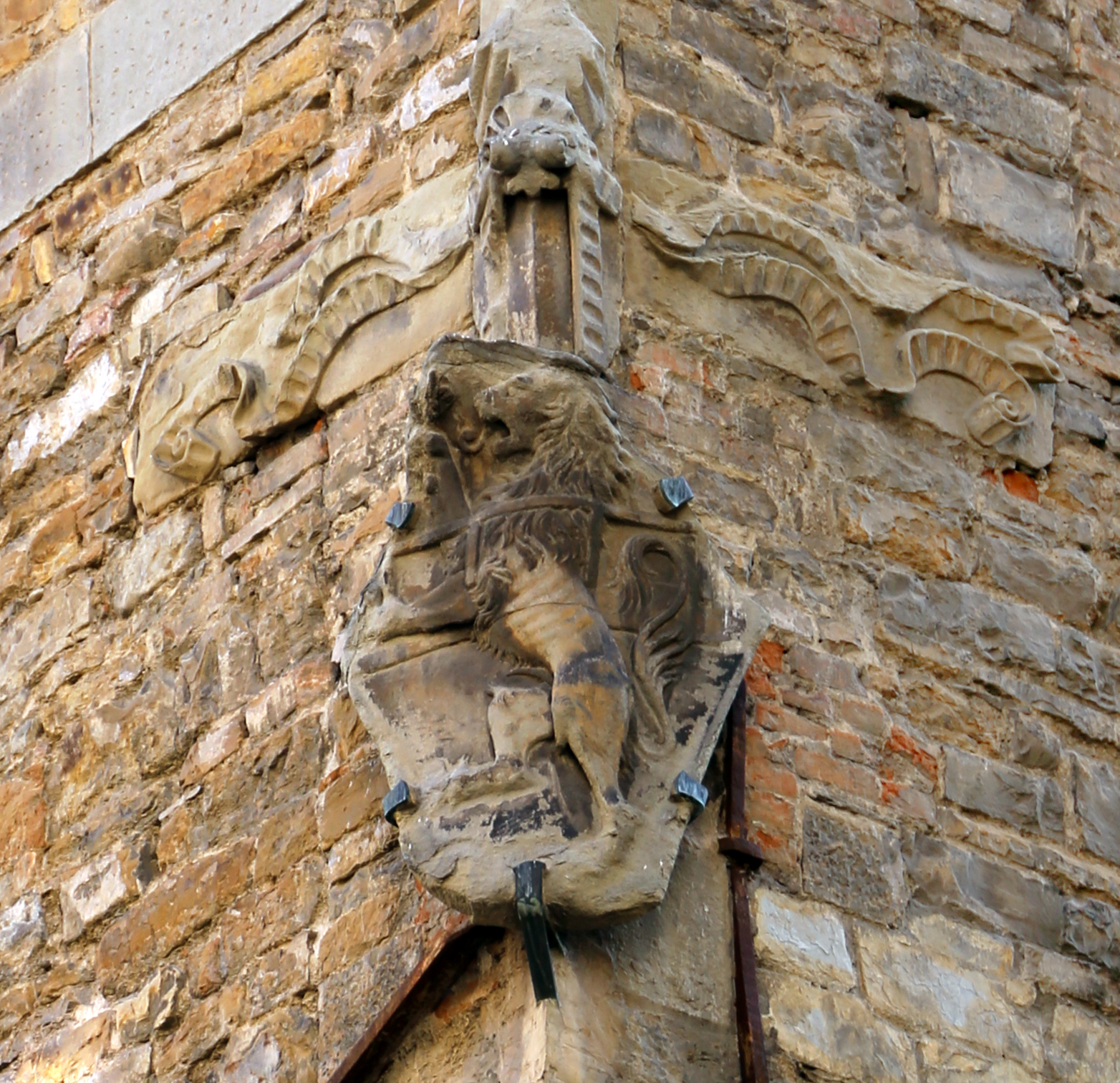
Lo stemma Cattani

Il palazzo, con la sua mole cubica, presenta ancora ampi tratti di muratura originale. Ha una facciata con tre portali principali e uno ridotto (sede oggi come nel medioevo di esercizi commerciali), caratterizzati da una ghiera leggermente acuta, mentre ai piani superiori si aprono cinque aperture a monofora simmetriche con conci in pietraforte, segno di una crescente tendenza alla razionalizzazione degli edifici tramite aperture regolari. Le aperture, oggi in parte tamponate per inserirvi finestre rettangolari, sono sottolineate da cornici marcapiano, mentre la muratura a vista (con bozze regolari al primo piano e filaretto ai piani superiori) sottolinea la robustezza e l'austera severità delle forme. Solo l'ultimo piano presenta oggi una copertura ad intonaco.
Sebbene la facciata si sviluppi ancora in senso verticale (solo nel Quattrocento i palazzi avrenno uno sviluppo più orizzontale) sono assenti alcuni motivi più arcaizzanti quali i beccatelli, le buche pontaie con mensole per appoggiare ballatoi lignei, ecc.
Lo scudo con l'arme dei Cattani da Diacceto si staglia alto sull'angolo con via d'Altafronte (troncato d'oro e di nero, al leone dell'uno all'altro, accollato da un lambello a quattro pendenti di rosso), retto da una mensola dalla quale si dipartono eleganti nastri svolazzanti, come tipico degli scudi quattro cinquecenteschi. Per una corretta lettura dobbiamo immaginare tali nastri distendersi sulle superfici intonacate, come erano queste prima dell'intervento di rimozione, effettuato nel clima tardo ottocentesco di ripristini volti a recuperare l'ipoteca situazione originaria di una fabbrica medioevale.
Da lamentare lo stato di conservazione complessivo, con tamponamenti a vista e con le pietre segnate da vistosi fenomeni di erosione e degrado, accompagnato ad una generale incuria per la proprietà registrata in questi ultimi decenni, dato che Marcello Jacorossi (Palazzi 1972), segnalava specificamente le buone condizioni dell'edificio a quella data.